# Forêts tropicales humides des Carolines
Localisation
Les forêts tropicales humides des Carolines (OC0101) forment une écorégion définie par le Fonds mondial pour la nature (WWF) située aux États fédérés de Micronésie. Elle appartient à l’écozone océanienne (OC) et au biome des forêts décidues humides tropicales et subtropicales. 

## Géographie

### Localisation et géologie
L’écorégion recouvre les îles Carolines, un archipel qui s'étend du nord-est au sud-est. Il est situé au sud-ouest de la Micronésie, dans le Pacifique nord. Il couvre presque la totalité des États fédérés de Micronésie (Yap, Chuuk, Pohnpei et Kosrae). Une part importante des îles ne sont que des atolls.

### Climat
L'extrémité est de l'écorégion est située dans une zone équatoriale humide au sud de la typhoon belt, et est humide toute l'année. À l'est, les précipitations ne sont pas saisonnières. À Pohnpei, les précipitations dépassent 4 500 mm par an, et, à Kosrae, plus de 6 400 mm par an. Les atolls de l'est des carolines subissent de très fortes précipitations.  

## Biodiversité

### Flore
L'écorégion est dominée par des conifères et feuillus. Autrefois presque entièrement couverte de forêts, l'activité humaine a augmenté la surface des savanes, qui couvrent à présent de grandes zones, surtout dans sa partie occidentale. La majorité de sa végétation est dégradée. Ce phénomène est moins présent à Kosrae, où des forêts de mangroves, de marécages d'eau douce, de montagnes nuageuses et pluviales subsistent. Entre 450 et 680 m, on y trouve Maesa carolinensis, et, au dessus de cette altitude, une association de Cyathea ponapeana et Pandanus patina. On y trouve également un palmier endémique, Clinostigma ponapensis et une fougère arborescente, Cyathea nigricans. À de plus basses élévations, l’archipel est couvert de forêts et savanes. Des forêts pluviales de montagne sont toujours présentes à Kosrae, et comptent des arbres des genres Horsfieldia, Neuburgia, Psychotria, Syzygium, Campnosperma, Macaranga, Cyathea, Dendrocnide, Boehmeria et Ficus, ainsi qu'un palmier endémique, Ptychosperma ledermanniana. Au dessus de trois cent mètres d'altitude, les forêts de montagnes deviennent des forêts naines brumeuses couvertes de mousses, de fougères, comme Marattia fraxinea and Pteris spinescens, d'épiphytes, dont Elaphoglossum carolinense, Mecodium polyanthos, Lindsaea rigida et Peperomia kusaiensis, ainsi que d'arbres de canopée, tels que Cyathea ponapeana, Elaeocarpus carolinensis, Astronidium kusaianum, Polyscias subcapitata et Eugenia stelechanthoides. Schefflera kraemeri et Semecarpus kraemeri sont deux arbres endémiques de Tol, dans les Faichuk.    

### Faune
L'écorégion compte 24 espèces de reptiles et amphibiens, dont un genre endémique et quatre espèces endémiques, quatre espèces de roussettes (Pteropus mariannus, Pteropus molossinus, Pteropus insularis et Pteropus phaeocephalus), ainsi que dix-huit espèces d'oiseaux à répartition réduite et treize endémiques. On trouve parmi eux le monarque de Chuuk (en), le rhipidure de Ponapé, le stourne de Pohnpei (en) et le loriquet de Ponapé (son espèce porte-drapeau). Il existe vingt-neuf espèces d'oiseaux à Pohnpei, dont vingt-quatre dans les hautes terres. L'île abrite également vingt-six espèces d'escargots terrestres.

## Menaces et protection

### Menaces
L'écorégion est habitée depuis plus de 2 500 ans, et les populations cultivent le cocotier, l'arbre à pain, le bananier et la canne à sucre. Cette occupation a provoqué la transformation de la majorité de la forêt primaire en forêt secondaire ou en savanes, ainsi que l'introduction d'espèces non natives. La principale menace des forêts tropicales humides est la déforestation due à la culture commerciale du Kava. De nombreuses plantes introduites sont une menace pour la végétation de l'écorégion. Les roussettes de l'archipel sont menacées par la perte d'habitat et le trafic en direction de Guam. Les espèces invasives comme le rat sont une menace importante pour la biodiversité endémique de l'archipel. Le rat est considéré comme le principal responsable de l'extinction de la marouette de Kusaie et de la stourne de Kusaie. La construction de routes, le tourisme et la chasse sont une menace importante pour la faune locale, notamment pour le carpophage de Micronésie et la gallicolombe de Kubary.

### Protection
L'État de Pohnpei a créé en 1987 une réserve naturelle qui couvre toutes ses mangroves ainsi que 54 km2 de ses forêts intérieures.